# Ałfiorowo (okręg miejski Pawłowskiego Posadu)
Ałfiorowo (ros. Алфёрово) – wieś (dieriewnia) w Rosji, w obwodzie moskiewskim, w okręgu miejskim Pawłowskiego Posadu. W 2021 liczyła 1297 mieszkańców.